# 港口镇 (弋阳县)
港口镇，是中华人民共和国江西省上饶市弋阳县下辖的一个乡镇级行政单位。

## 行政区划
港口镇下辖以下地区：
港口村、上坊村、东源村、小店村、錾山村、上坑村、仙台村和园竹村。